# Eksistentiel filosofi
Eksistentiel filosofi eller eksistensfilosofi er en filosofisk retning, der fokuserer på individets eksistens, frihed og valg. Den opstod primært i 1800-tallet og 1900-tallet som en reaktion på traditionel filosofi og systematiske metafysiske systemer. Eksistentielle filosoffer er ofte optaget af menneskets subjektive oplevelse af virkeligheden og de grundlæggende udfordringer, der følger med at være til.
Eksistensfilosofi er en af de mest fremtrædende retninger inden for moderne filosofi. Nogle af de mest indflydelsesrige eksistensfilosoffer er Søren Kierkegaard, Friedrich Nietzsche, Jean-Paul Sartre, Albert Camus, Martin Heidegger og Simone de Beauvoir. Disse tænkere har bidraget til at forme ikke kun filosofien, men også psykologi, litteratur, kunst og andre områder af kultur og intellektuel aktivitet. Eksistentiel filosofi har haft en vedvarende indflydelse på tænkningen om menneskets natur og eksistens.
Eksistentialisme (repræsenteret af blandt andre Jean-Paul Sartre og Simone de Beauvoir) er en særlig radikal, ateistisk variant af eksistensfilosofien.

## Hovedtræk
Eksistensfilosofien er kendetegnet ved at have et grundlæggende fokus på enkeltmenneskets eksistens. Det vil sige, at den eksistentielle filosofi forstår det enkelte menneske med udgangspunkt i dets konkrete tilværelse og undersøger, hvad der kendetegner tilværelsens vilkår, og hvordan den enkelte kan påtage sig sin tilværelse som en opgave.
Der findes adskillige underretninger inden for eksistensfilosofien, bl.a.:
1. eksistentialismen[6], der betoner menneskets frihed og valg
2. absurdismen, der forstår tilværelsen som grundlæggende absurd[7]
3. feministisk eksistensfilosofi, der ser på kvindens eksistens[8]
4. sort eksistensfilosofi, der betoner sortes livsforhold[9][10][11]

Der findes både religiøse og spirituelle samt ikke-religiøse eller ateistiske tilgange til eksistensfilosofien.

## Eksistensfilosoffer
De mest kendte eksistentielle filosoffer er:
- Søren Kierkegaard
- Friedrich Nietzsche
- Gabriel Marcel
- Karl Jaspers
- Martin Buber
- Viktor Frankl
- Martin Heidegger[16]
- Edith Stein
- Fernando Gonzales Ochoa
- Gonzalo Arango
- Carlos Astrada
- Jean-Paul Sartre
- Simone de Beauvoir
- Maurice Merleau-Ponty
- Emmanuel Levinas
- Albert Camus[7]
- Walter Kauffman
- Hannah Arendt
- Hazel Barnes
- Colin Wilson
- Lewis Gordon
- Emmy van Deurzen
- Luigi Pareyson
- Markus Gabriel

## Historie

### 1800-tallet
Eksistensfilosofien opstod som en filosofisk strømning i 1800-tallet som reaktion på og kritik af de traditionelle filosofiske retninger, der dominerede tidligere perioder, såsom idealismen og rationalismen.
Søren Kierkegaard var den første vestlige filosof til at betone menneskets eksistens. Han mente, at menneskets forhold til sin egen tilværelse var afgørende for, at mennesket kunne opnå en sand kristen livsanskuelse. For Søren Kierkegaard var det filosofiske spørgsmål om eksistensen derfor knyttet til det teologiske spørgsmål om troen.
Den tyske filosof Friedrich Nietzsche (1844-1900) udforskede temaer som nihilisme, individuel vilje til magt og det "overmenneske”, som han mente kunne overvinde nihilismen. Han udfordrede traditionelle normer og etablerede værdier og påvirkede senere eksistentielle tænkere.

### 1900-tallet
Eksistensfilosofi fortsatte med at udvikle sig i 1900-tallet, og det var en periode med stor diversitet og kompleksitet inden for filosofien. Flere filosoffer bidrog til eksistensfilosofiens udvikling og formulerede nye perspektiver og retninger. Her er nogle af de væsentlige udviklinger inden for eksistensfilosofi i det 20. århundrede:
Den algierske forfatter og filosof Albert Camus (1913-1960) var, selv om han ikke identificerede sig som eksistentialist, involveret i eksistentielle temaer i sine værker. Han diskuterede absurditeten i tilværelsen og spørgsmålet om meningen med livet.
Eksistentialisterne Jean-Paul Sartre og Simone de Beauvoir mente derimod, at mennesket gennem sine valg måtte skabe sin egen mening. Især Sartre blev meget kendt i efterkrigstiden og gjorde eksistentialismen til en populær filosofi. Simone de Beauvoir udgav blandt andet bogen Det andet køn, som bruger eksistentialismen til at vise, at kvinden ikke har en forudgiven essens men bliver gjort til kvinde gennem valg og samfundsforhold.
Den tyske filosof Martin Heidegger (1889-1976) bidrog til eksistentiel filosofi gennem sin ontologiske tilgang. Han udforskede spørgsmål om væren og ikke-væren og betragtede menneskets forhold til tiden og døden. Eksistensfænomenologerne Emmanuel Levinas og Maurice Merleau-Ponty koblede også den tidlige eksistensfilosofi med aspekter af Edmund Husserls fænomenologi. De var ligeledes interesserede i at forstå, hvad der kendetegnede menneskets væren. For Hannah Arendt blev dette et spørgsmål, der måtte besvares politisk, efter som menneskets væren var præget af aktivitet og offentlighed.
Luigi Pareyson (4. februar 1918 - 4. desember 1991) var en italiensk filosof, der leverede betydelige bidrag til eksistentiel filosofi. Han var en fremtrædende figur inden for den italienske filosofiske tradition og anses for at være en af de mest indflydelsesrige tænkere i det 20. århundrede. Pareyson var dybt engageret i eksistentiel filosofi og fokuserede på temaer som frihed, ansvar og individets forhold til eksistensen. Pareyson var interesseret i teologiske spørgsmål og reflekterede over forholdet mellem tro og filosofi. Han udforskede, hvordan mennesket kan opleve Guds nærvær i eksistensen. I bogen Eksistens og person viser han, at mennesket må vælge en tredje vej mellem kristendom og antikristendom. På den måde placerede Pareyson sig imellem Jean-Paul Sartre og Søren Kierkegaard.
Den eksistentielle filosofis påvirkning strakte sig ud over filosofien og påvirkede litteratur, kunst, teologi og psykologi. Filosoffer som Karl Barth og Paul Tillich integrerede eksistentielle perspektiver i teologien. Barth understregede Guds transcendens og menneskets totalafhængighed af Gud, mens Tillich udforskede det eksistentielle aspekt af religiøs erfaring.
Eksistensfilosofien påvirkede desuden psykologi og terapi. Lægen Viktor Frankl var den første til at gøre eksistensfilosofien til en eksistentiel terapi. Hans logoterapi antager, at mennesket ønsker mening i livet. Eksistentiel terapi blev til den eneste etablerede form for psykoterapi, der er direkte baseret på filosofi snarere end på psykologi.
Endelig bredte eksistensfilosofien sig også uden for Europa. Fernando González Ochoa var herunder en colombiansk filosof, forfatter og poet. Han blev født den 24. april 1895 og døde den 16. februar 1964. González Ochoa var en betydningsfuld intellektuel skikkelse i Colombia og er kendt for sit bidrag til filosofi og litteratur. Han var en del af den colombianske intellektuelle bevægelse kaldet "Generación de Nuevecentos" (Generation af 1900), der spillede en vigtig rolle i landets intellektuelle og kulturelle udvikling i det 20. århundrede. González Ochoa's filosofiske tanker kredser omkring eksistentielle og humanistiske temaer. Han var optaget af spørgsmål om individualitet, frihed og det menneskelige sind.
Ochoa blev en vigtig inspiration for Gonzalo Arango Arias, som var en colombiansk forfatter, præst og filosof, der blev født den 27. februar 1931 i Andes, Antioquia, Colombia, og døde den 6. december 1976 i Gachancipá, Cundinamarca, Colombia. Han var en kontroversiel og ekspressiv intellektuel figur, der gjorde betydelige bidrag inden for colombiansk litteratur og filosofi. Gonzalo Arango var en central figur inden for Nadaismen, en litterær og filosofisk bevægelse i Colombia. Nadaismen udfordrede samfundets normer og traditionelle værdier og udtrykte en nihilistisk og eksistentiel tilgang til tilværelsen.
Den sorte eksistensfilosofi udbredte sig hovedsageligt i efterkrigstiden med navne som Frantz Fanon. Den tilgang modsatte sig især undertrykkelse af sorte afrikanere og afro-amerikanere. Frantz Fanon (20. juli 1925 - 6. december 1961) var en martiniquansk-fransk filosof, psykiater og forfatter. Han var en betydningsfuld intellektuel skikkelse, der fokuserede på de komplekse forhold mellem kolonialisme, race og identitet, især i sammenhæng med afkoloniseringen og kampen for frihed i det 20. århundrede. Fanons eksistensfilosofi og ideer er vævet ind i hans betragtninger om race, kolonialisme og individuel identitet. Fanon var særligt engageret i at udforske den psykologiske og eksistentielle dimension af kolonialisme. Fanon undersøger, hvordan kolonialismen påvirker individets selvfølelse og selvopfattelse. Han argumenterer for, at koloniserede mennesker ofte internaliserer de racistiske forestillinger, der er udbredt under kolonialismen, hvilket resulterer i komplekse identitetskonflikter. Fanon taler om nødvendigheden af en dyb afkolonisering, ikke kun på det politiske plan, men også på det mentale plan. Han argumenterer for, at koloniserede mennesker skal frigøre deres sind fra kolonialistiske tankegang og genopbygge deres egen forståelse af identitet og værdighed.

### 2000-tallet
I 2000-tallet er eksistensfilosofien fortsat med at være en betydningsfuld strømning inden for filosofi, selvom filosofiske bevægelser er komplekse og ofte ikke let opdeles i skarpt afgrænsede perioder.
En vigtig nyere repræsentant for sort eksistensfilosofi er Lewis Gordon, der betoner de sortes eksistentielle situation. Lewis Gordon er en filosof, der har bidraget væsentligt til eksistentiel filosofi og afro-eksistentielle perspektiver. Han har forsket og skrevet om emner som race, eksistens, ontologi og bevidsthed. Gordon er kendt for at udvikle og fremme ideer inden for afro-eksistentiel filosofi, der undersøger eksistentielle spørgsmål i sammenhæng med den afrikanske diaspora. Dette inkluderer overvejelser over individuel og kollektiv eksistens, frihed og identitet. En væsentlig del af Gordons arbejde involverer refleksioner over race og ontologi. Han udforsker, hvordan opfattelser af race påvirker vores forståelse af eksistens, og hvordan ontologiske spørgsmål er knyttet til sociale og kulturelle konstruktioner af race. Lewis Gordon interesserer sig for filosofiens rolle i bestræbelserne på at opnå frihed og retfærdighed. Han har skrevet om, hvordan filosofi kan være en ressource for frigørelse og empowerment, især i forbindelse med grupper, der historisk set er blevet undertrykt.
Eksistentiel psykologi og terapi har også bevaret sin relevans i det 21. århundrede. Terapeuter, der trækker på eksistentielle perspektiver, arbejder med klienter for at udforske livets mening, personlig frihed og ansvar. Herunder påpeger engelske Emmy van Deurzen, at eksistensfilosofien skal bruges terapeutisk til at lære mennesket at leve bedre. Hun viser i Eksistentiel samtale og terapi, hvordan lidelser skyldes en forkert livsindstilling.
Andre filosoffer har undersøgt videnskabens udvikling fra et eksistentielt perspektiv. Den tyske filosof Markus Gabriel har i det 21. århundrede lanceret neo-eksistentialismen. Denne tilgang omfatter især en kritik af de reduktionistiske tendenser i neurovidenskaben. Han er kendt for at udfordre nogle af de grundlæggende antagelser og konklusioner inden for neurovidenskaben, især når det kommer til spørgsmål om sindet og bevidstheden. Han kritiserer tendensen inden for visse neurovidenskabelige kredse til at reducere bevidsthed og sind til fysiske processer i hjernen uden at tage højde for de unikke aspekter af subjektiv oplevelse og selvbevidsthed.
I betragtning af de voksende bekymringer om klimaforandringer er nogle filosoffer begyndt at udforske eksistentielle dimensioner af miljøetik og menneskets forhold til naturen. Dette afspejler en stigende bevidsthed om vores kollektive ansvar for planetens fremtid. En anden ny retning, der er opstået i det 21. århundrede er således miljøeksistentialisme. Miljøeksistentialisme er en filosofisk tilgang, der kombinerer eksistentiel filosofi med miljømæssige bekymringer. Denne tilgang forsøger at forstå menneskets forhold til naturen, miljøet og de eksistentielle udfordringer, der opstår som følge af miljømæssige spørgsmål. Miljøeksistentialismen undersøger, hvordan mennesker forstår og oplever deres forhold til naturen. Dette kan omfatte overvejelser over menneskets ansvar over for miljøet, vores forbindelse til andre arter, og hvordan vores handlinger påvirker økosystemet. Filosofien fremmer ofte ideen om en økologisk bevidsthed, hvor individer udvikler en dybere forståelse af miljømæssige problemer og erkender deres egen rolle i at påvirke planeten.
Klimaeksistentialisme er også ny eksistensfilosofisk tilgang, der søger at udforske forbindelsen mellem klimaforandringer og eksistentielle spørgsmål. Dette omfatter ofte overvejelser over konsekvenserne af klimaforandringer for menneskelige samfund, økosystemer og individuel eksistens. Begrebet kombinerer bekymringerne om klimaforandringer med de grundlæggende spørgsmål om menneskets eksistens og fremtid. Klimaeksistentialisme udforsker, hvordan den økologiske krise, herunder klimaforandringer, påvirker menneskets eksistens. Dette kan indebære overvejelser over trusler mod menneskers livsstil, ressourcer og samfund på grund af ekstreme vejrforhold, havstigninger og tab af biodiversitet. Begrebet klimaeksistentialisme understreger, at klimaforandringer ikke kun er en teknisk eller videnskabelig udfordring, men også en eksistentiel udfordring, der kræver grundlæggende refleksion over vores forhold til planeten, naturen og hinanden. Det indebærer en integration af miljømæssige bekymringer med eksistentielle og filosofiske spørgsmål for at danne en helhedsorienteret tilgang til forståelsen af klimaforandringer og vores reaktion på dem.

## Virkningshistorie
Selv om den eksistentielle filosofi blev grundlagt i det 19. århundrede, havde den sin storhedstid i mellemkrigs- og efterkrigstiden i det 20. århundrede. Det skyldes især erfaringerne fra Anden Verdenskrig og udbredelsen af den moderne naturvidenskab. Den eksistentielle filosofi mente, at mennesket var andet og mere end et naturvæsen i kraft af dets mulighed for at forholde sig til dets tilværelse.
Den eksistentielle filosofi opstod i Danmark og fandtes ellers først og fremmest i Kontinentaleuropa, især i Tyskland og Frankrig. Den forekom dog også i lande som f.eks. Italien med Luigi Pareyson. Den eksistentielle filosofi blev herunder en vigtig del af det tankegods, som kom til at ligge bag ungdomsoprøret i Vesteuropa og USA i 1960’erne og 1970’erne.
Absurdismen fik en indflydelse på kunsten, blandt andet i dramaturgien hos Samuel Beckett og Jean Genet. Flere eksistensfilosoffer som Jean-Paul Sartre, Simone de Beauvoir og Albert Camus var også skønlitterære forfattere, og Albert Camus er ikke mindst kendt for bogen Den fremmede.
Den eksistentielle filosofi var også ophav til den eksistentielle psykologi og den eksistentielle terapi, som i dag har videreført udviklingen inden for den eksistentielle tradition. Ikke mindst har filosoffen Emmy van Deurzen omformet den eksistentielle filosofi til en praktisk terapi. Desuden var den eksistentielle filosofi baggrunden for den eksistentielle psykiatri, eksistentielle pædagogik og senere for eksistentiel coaching.
Den eksistentielle filosofi blev også en vigtig inspiration for Eksistensteologi. Eksistensteologi, også kendt som eksistentiel teologi, er en teologisk tilgang, der betoner en personlig og subjektiv oplevelse af tro og eksistens. Den opstod primært i det 19. og 20. århundrede som en reaktion mod mere systematiske og intellektuelle former for teologi. Eksistensteologi fokuserer på den enkeltes troserfaring, personlige engagement og eksistentielle spørgsmål snarere end på teologiske doktriner og dogmer. Eksistensteologien har haft en betydelig indflydelse på teologiske og filosofiske diskussioner, og dens indvirkning kan ses i mange religiøse traditioner, inklusive kristendommen. Den har åbnet for en mere personlig og engageret tilgang til tro, der tager højde for kompleksiteten af menneskets eksistens.
Den eksistentielle filosofi har oplevet en genopblomstring i begyndelsen af det 21. århundrede

## Eksistentiel filosofi i Danmark
Den eksistentielle filosofi blev grundlagt i Danmark af Søren Kierkegaard. For ham hang teologi og filosofi sammen. Kierkegaard viste som den første, hvordan det moderne menneske måtte påtage sig sin egen eksistens. Kun igennem denne inderlighed kunne mennesket møde Gud. Det var nemlig afgørende for Kierkegaard, at troen blev udtryk for en personlig stillingtagen. Derfor skildrede Kierkegaard den religiøse eksistens som menneskets højeste livsstadium. Kierkegaard viste, at det var det enkelte menneskes egne valg, der afgjorde, hvordan det udviklede sig og fik muligheden for at virkeliggøre sin tilværelse.
Søren Kierkegaards eksistensfilosofi fokuserer således på individets valg og den subjektive oplevelse af tro og eksistens. Han betoner vigtigheden af personlig ansvarlighed i mødet med livets udfordringer. Kierkegaard adskiller sig fra objektive systemer og lægger vægt på det enkelte menneskes subjektive tro og lidenskab.
Kierkegaard fik en vigtig betydning for den danske eksistensteologi, der brød frem med Tidehverv. Oprindeligt var denne teologiske bevægelse både påvirket af Kierkegaard og Karl Barth, men den er i dag mere lutheransk end eksistentiel.
Kierkegaard fik desuden en vis indflydelse på K.E. Løgstrup, der dog endte med at tage afstand fra Kierkegaard. Løgstrup interesserede sig for menneskets eksistens og regnes sommetider for at høre til den eksistentielle tradition, mens andre ikke regner ham for at tilhøre eksistensfilosofien. Han var elev af Martin Heidegger, og der er flere fænomenologiske elementer i Løgstrups tænkning. Løgstrup havde ikke mindst fokus på de suveræne livsytringer, der findes i menneskets sameksistens. Det vil sige, at barmhjertighed, tillid og oprigtighed er grundlæggende måder, hvorpå mennesket kan udtrykke næstekærlighed.
Løgstrups kollega Johannes Sløk regnes som en udpræget eksistenstænker. Det kom blandt andet til udtryk i Sløks udgivelse af bogen Eksistentialisme i 1964. Sløk var desuden inspireret af Camus’ absurdisme og skrev i 1968 Det absurde teater og Jesu forkyndelse: Det moderne menneske kan ikke rationelt finde et svar på livet og er henvist til absurditeten. Men måske kan der findes er religiøst svar.
I efterkrigstidens Danmark blev en gruppe af forfattere omkring tidsskriftet Heretica inspireret af eksistentialismen. Det drejede sig blandt andet om Martin A. Hansen, Thorkild Bjørnvig, Frank Jæger og Tage Skou-Hansen. Den eksistentielle tænkning fik også en indflydelse på forfatteren Peter Seeberg, hvis bøger kredser om eksistentiel fremmedgjorthed og livets meningsløshed.
Idéhistorikeren Jonas Holst har således vist, hvordan der er flere eksistensfilosofiske temaer på spil hos Peter Seeberg, der på flere måder var direkte inspireret af tilgangen. Der er ikke mindst et særligt eksistentielt tema omkring faldet i flere af Seebergs skønlitterære bøger. Holst har også udgivet bogen Beskedne betydninger, der er en nøgle til Seebergs forfatterskab. Her ser Holst blandt andet på sammenhængene mellem etik og æstetik samt Seebergs inspiration fra Friedrich Nietzsche og Ludwig Wittgenstein. I 2009 redigerede Jonas Holst desuden bogen At tænke eksistensen sammen med Paw Amdisen og Jens Viggo Nielsen. Bogen bestræber sig på at genaktualisere den eksistentielle filosofi. I bogen Venskab fra 2015 undersøger Jonas Holst endelig den etiske og eksistentielle betydning af venskab, og viser, hvordan venskabet står for det gode mellem mennesker.
Filosoffen Mogens Pahuus udgav i 2016 bogen Eksistens og natur: det dobbeltsidige menneske og dets livsverden, hvor han ser på, hvordan individet er formet i en dobbelthed mellem natur og eksistens. Ethvert menneske er således både natur og eksistens, som ikke kan reduceres til hinanden. Han udgav i 1986 desuden bogen Livsfilosofi, der kredser om forståelsen af eksistensen i filosofi og litteratur. Bogen har et livsfilosofisk perspektiv og reflekterer over menneskelivet. Kernen i livsfilosofien er spørgsmålet om, hvordan man skal leve livet.
Fra anden side har filosoffen og læreren Brian Degn Mårtensson været optaget af at inddrage nogle af de eksistentielle tanker i pædagogikken. Han har ikke mindst set på Kierkegaards pædagogiske relevans.
Filosoffen og terapeuten Anders Dræby er elev af Emmy van Deurzen og har været en del af den eksistentielle terapi i Danmark. I bogen Livskunsten bygger han som noget andet videre på eksistensfilosofien ved at trække den i en mere global og åndelig retning. Således inddrages både buddhisme, hinduisme, daoisme, sufisme, oldgræsk filosofi og andre verdensfilosofier for at forstå, hvordan menneskets opgave er at vågne op fra et søvngængerliv.
Hans Hauge udgav i 2019 bogen Ensomhedsparathed, der er et forsøg på at genoplive eksistentialismen i det 21. århundrede. Hauge mener især, at dette er relevant i lyset af den udbredelse, som naturalismen har fået. Samtidig vender Hauge sig imod den stigende længsel tilbage mod fællesskaber og insisterer på, at mennesket må være ensomhedsparathed.